# Henryk Barenblat
Henryk Hirsz Hanoch Barenblat (ur. 28 grudnia 1914 w Będzinie, data śmierci nieznana) – polski pianista, dyrygent operetek, kompozytor żydowskiego pochodzenia.

## Życiorys
Uczęszczał do Szkoły Rappaporta w Będzinie. Był drugim po Lustigu Symsze, dyrygentem szkolnej orkiestry.
Był ostatnim komendantem policji żydowskiej w getcie będzińskim. Za pełnienie funkcji komendanta policji żydowskiej w getcie będzińskim wytoczono mu procesy sądowe w Polsce i Izraelu. Był oskarżony m.in. o „działanie na szkodę społeczeństwa podczas pełnienia funkcji milicjanta w getcie w Będzinie” (w 1948 Sąd Okręgowy w Sosnowcu wydał wyrok uniewinniający) oraz „o kierowniczy udział w akcjach likwidacyjnych getta”. Procesy zakończyły się uniewinnieniem przez izraelski Sąd Najwyższy w 1963 r.
Kształcił się w grze na fortepianie w Śląskim Konserwatorium Muzycznym w Katowicach. W 1953–1956 był korepetytorem i dyrygentem w Państwowej Operetce w Gliwicach. Pracował również w teatrze w Ostrawie. Zamieszkał następnie w Izraelu i był dyrygentem Izraelskiej Opery Narodowej. W 1960 przeniósł się do Niemiec. Pracował jako dyrygent teatralny, m.in. w Kolonii.
W 1955 roku został odznaczony Medalem 10-lecia Polski Ludowej.